# Komatsu
Komatsu (小松市?, Komatsu-shi) è una città giapponese della prefettura di Ishikawa.

## Geografia
Komatsu si trova nella prefettura sud-occidentale di Ishikawa, nella regione Hokuriku del Giappone, e confina con il Mar del Giappone a est e con la prefettura di Fukui a sud. Si trova a circa un'ora di macchina a sud-ovest di Kanazawa, la capitale della prefettura di Ishikawa.

## Infrastrutture e trasporti

### Ferrovie
- Stazione di Meihō

### Aeroporti
- Aeroporto di Komatsu